# لئوپولدو لوکه
لئوپولدو جاسینتو لوکه (تلفظ اسپانیایی: [leoˈpoldo xaˈsinto ˈluke]؛ (۳ مه ۱۹۴۹–۱۵ فوریه ۲۰۲۱) یک فوتبالیست حرفه‌ای آرژانتینی بود که به عنوان مهاجم بازی می‌کرد.
در یک دوران حرفه ای از سال ۱۹۷۲ تا ۱۹۸۴ او برای یونیون د سانتافه، روزاریو سنترال، ریور پلاته، راسینگ کلاب د آولاندا و چاکاریتا جونیورز بازی کرد.
در ۲۲ فوریه ۱۹۷۶، لوکه هر پنج گل را در یک بازی به ثمر رساند که در آن تیم او، ریورپلاته، سن لورنزو د آلماگرو را ۵–۱ شکست داد.
لوکه دبیر ورزش استان مندوزا بود.
در فوریه ۲۰۰۷، لوک دچار حمله قلبی شد و از آن بهبود یافت. او در ۱۵ فوریه ۲۰۲۱ در جریان همه‌گیری کووید-۱۹ در آرژانتین بر اثر کووید ۱۹ درگذشت.

## تیم ملی
او با آرژانتین قهرمان جهان در سال ۱۹۷۸ شد و چهار گل در مسابقات به ثمر رساند، از جمله یک والی تماشایی از راه دور مقابل فرانسه در دور اول. در آن تورنمنت، برادرش در روزی که آرژانتین با ایتالیا بازی می‌کرد در یک سانحه رانندگی جان باخت. او همچنین در بازی با فرانسه، دومین بازی آن قهرمانی، به شدت از ناحیه آرنج چپش آسیب دید و دو مسابقه را از دست داد. او برای سه بازی آخر تورنمنت، از جمله فینال مقابل هلند، بازگشته بود.